# Hocking River
Der Hocking River ist ein 164 km langer Fluss im südöstlichen US-Bundesstaat Ohio.
Der Abfluss erfolgt über den Ohio River und Mississippi River in den Golf von Mexiko. Der Hocking River gehört zum Flusssystem des Mississippi River und entwässert ein Gebiet von 3100 km². Der Fluss entspringt in Bloom Township im Fairfield County, fließt generell in südöstlicher Richtung durch die Countys Fairfield, Hocking und Athens und mündet bei Hockingport in den Ohio River. 62 % des Einzugsgebiets besteht aus Wald, gefolgt von Ackerland und Viehweiden mit 27 %, während rund 10 % bebaut sind.
Der Name ist Delawarisch, das von den Lenni Lenape gesprochen wird. Hockhock bedeutet Flaschenkürbis und ing Ort.
Diese Bezeichnung bezieht sich auf die Form des Flusses bei der heutigen Stadt Logan. Bis zum späten 19. Jahrhundert hieß der Fluss Hockhocking River. Laut dem Geographic Names Information System wurde der Fluss in seiner Besiedlungsgeschichte auch mit Great Hock-hocking River, Hockhocken River, Hocking Hocking River, Hakhakkien River und ähnlichen Schreibweisen bezeichnet.
Früher verband der Hocking-Kanal die Städte Athens und Lancaster mit dem Ohio-Erie-Kanal, wurde jedoch vom Hochwasser zerstört und nicht wiederhergestellt. Aufgrund der Hochwassergefahr für den Campus der Ohio University erneuerte um 1970 das U.S. Army Corps of Engineers einen Abschnitt des ehemaligen Kanals bei Athens. Zwischen Nelsonville und Athens wurde auf einer ehemaligen Eisenbahntrasse der Hockhocking Adena Bikeway errichtet. Dabei handelt es sich um einen 29 km langen Radweg, der hauptsächlich von Studenten für Freizeitaktivitäten genutzt wird.